# 西格蘭比歷史區
西格蘭比（英語：West Granby）是位於美國康乃狄克州哈特福縣格蘭比的一個歷史區。

## 地理
西格蘭比的座標為41°56′48″N 72°50′19″W / 41.94667°N 72.83861°W，而該地的平均海拔高度為118米（即387英尺）。